# フォーミダブル級フリゲート
フォーミダブル級フリゲート (英語: Formidable-class frigate)は、シンガポール海軍が運用するフリゲートの艦級。トライデント級（英: Trident class）とも称される。
フランス海軍のラファイエット級フリゲートの派生型であり、原型艦譲りの優れたステルス性を備えたステルス艦である。またこれに加えて、新型のヘラクレス多機能レーダーを中核とした防空システム、曳航ソナーとシーホーク哨戒ヘリコプターによる対潜戦システムを備えており、多任務に対応できるようになっている。

## 来歴
計画名はNGVP（New Generation Patrol Vessel）であり、当初計画では、1997年から1998年にかけて、1,000トン級ミサイル・コルベット8隻が発注されることになっていた。しかし各種の新技術を導入する要請から、まもなく艦はフリゲート級にまで拡大され、これに伴い計画は遅延した。
2000年3月3日、設計およびネームシップの建造がフランスのDCN社に発注され、2002年11月14日より建造が開始された。

## 設計
当初計画では、ガラス繊維強化プラスチック（GRP）製のトリマラン型船体が採用される予定だったが、フリゲート級にまで拡大される過程でこの構想は棄却され、従来通りの素材による通常の船型となった。設計面ではラファイエット級の派生型とされているが、センサーや兵装の変更に伴って、大きく変更されている。
ステルス性を確保するため、艤装の艦内収容を徹底している。魚雷発射管や搭載艇は勿論のこと、錨や係留装置などもできるだけ艦内に収容し、開口部にもレーダー波を吸収する覆いがかぶせられている。船体もV字形の傾斜がかけられ、上構は逆V字形の傾斜がかけられた一体構造でレーダー波を反射しにくいように設計されている。

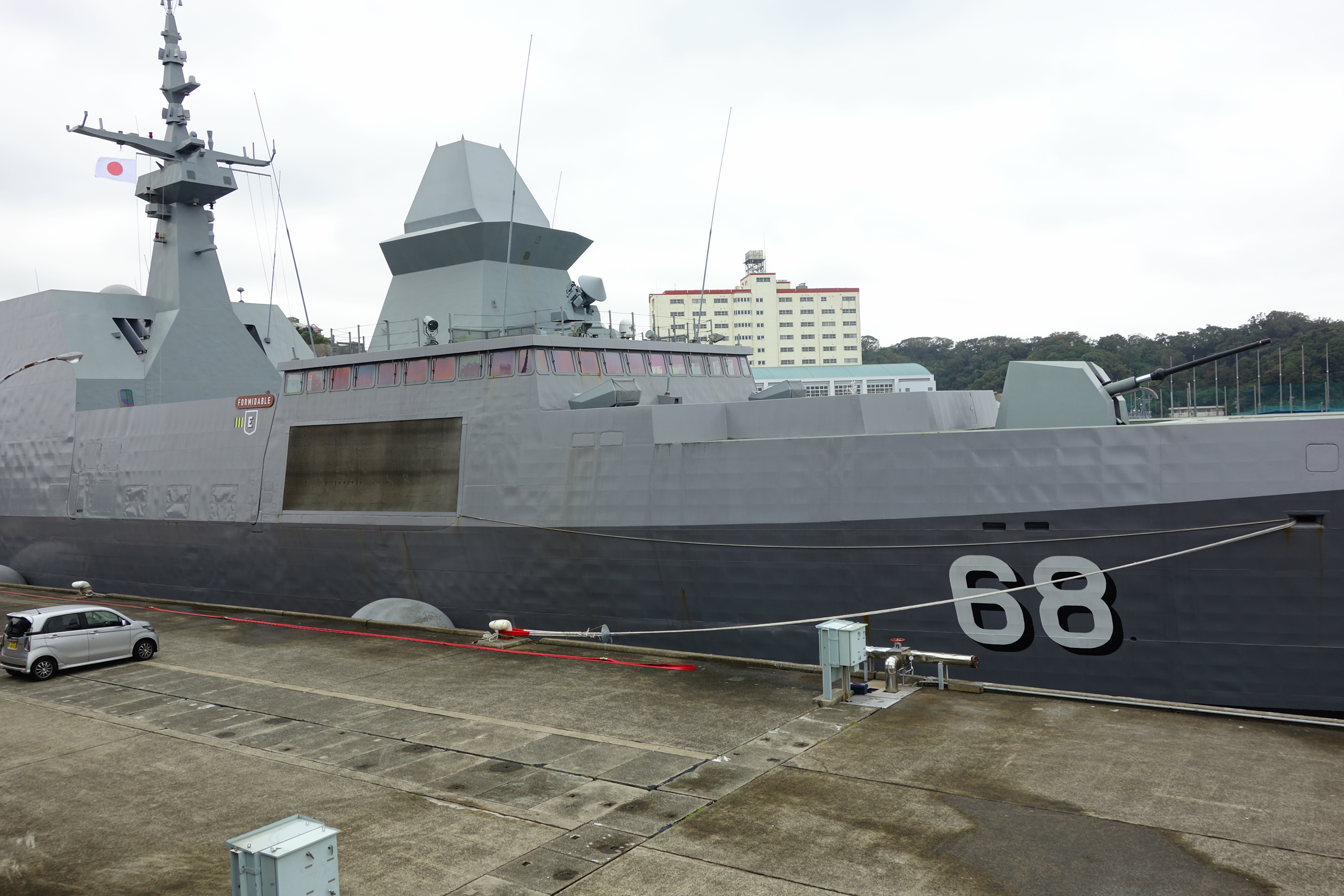
艦橋。短艇格納庫は、レーダー反射防止ネットで覆われる。
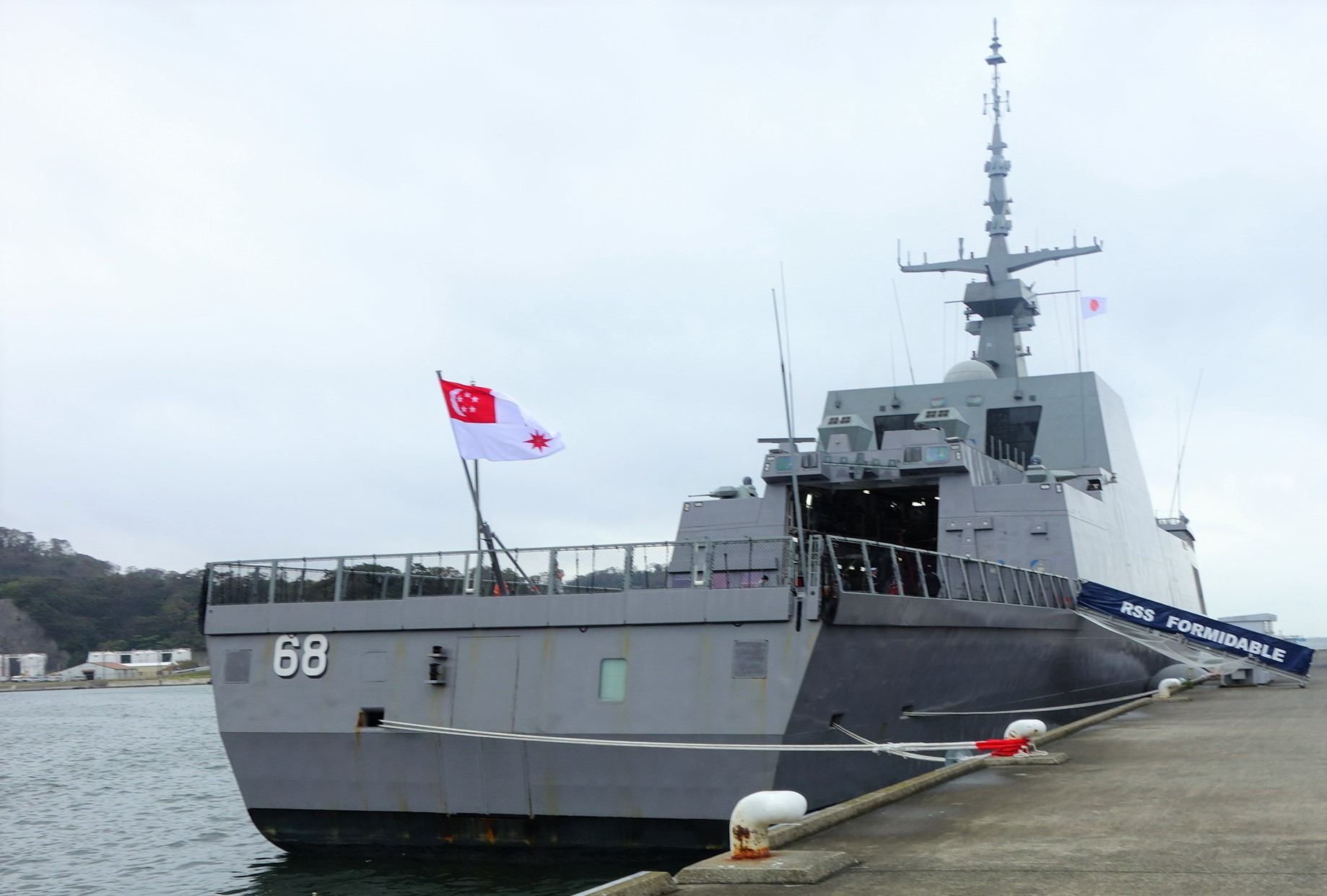
後部。ヘリ格納庫が見える。

その一方、主機関としては、原型艦と同様にCODAD方式を採用しており、MTU 20V 8000 M90ディーゼルエンジン4基で2軸の推進器（固定ピッチ・プロペラ）を駆動する。ディーゼル推進は、一般的にガスタービン推進よりも煙突を小型化できる一方で、放射雑音が多く、音響ステルス性には劣るとされている。

## 装備
本級の戦闘システムの中核となるのが、艦橋構造物上の前檣頂部に設置されたタレス社製ヘラクレス多機能レーダーである。これはSバンドで動作するフェーズド・アレイ・レーダーで、ピラミッド型のレドーム内に1面のレーダー・アンテナを収容して、毎分60回転することで全周360度を捜索する。対空目標の捜索距離は250km、同時に400個以上の目標を追尾することができる。
また、アスター艦対空ミサイル・システムと完全に統合されており、その射撃指揮も担当する。本級は、シルヴァーA50型VLSとシルヴァーA43型VLSを16セルずつ搭載しており、ここに合計で32発のアスター艦対空ミサイルを収容する。シルヴァーA43型は、アスター艦対空ミサイルを収容できるものとしてはもっとも小型のモデルであり、短射程のアスター15のみを収容する。一方、シルヴァーA50は底が深く、より大型のブースターを装備して射程が長いアスター30の運用に対応するとされる。なお、2024年時点でアスター30は搭載されておらず、アスター15のみが搭載されている。
対艦兵器としては、ハープーン艦対艦ミサイルの4連装発射筒を2基搭載しているが、2024年から実施する近代化改修において、ブルースピア艦対艦ミサイル（イスラエル製のガブリエル艦対艦ミサイルの派生型）に換装する予定とされている。

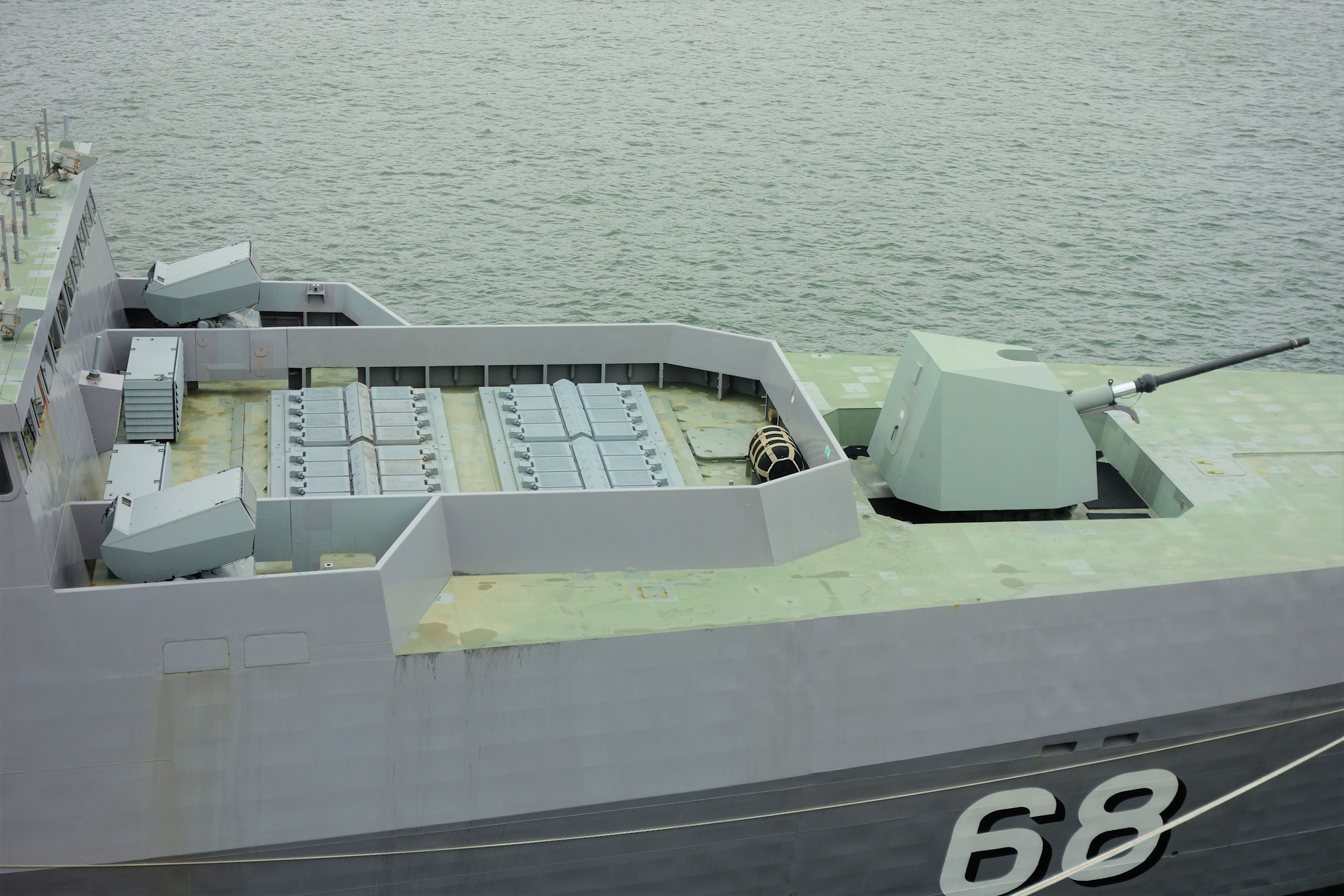
艦前部の武装。シルヴァー社のVLSの発射孔も水平方向からのレーダー波から遮蔽されて配置される。スーパーラピッド砲もステルス化されて搭載される。
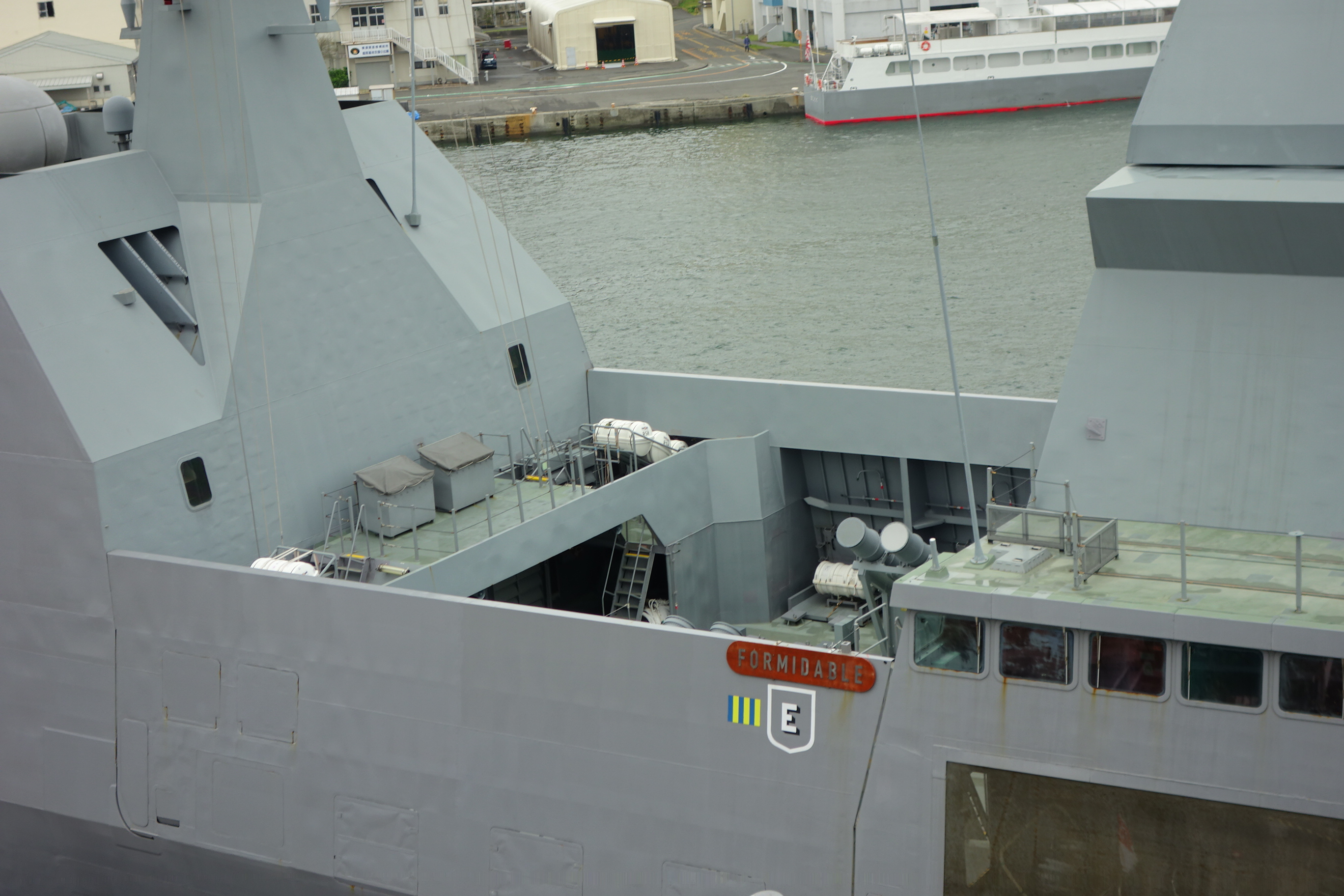
艦中部の写真。ハープーンも、遮蔽板に囲まれて配置される。

原型艦はソナーおよび対潜兵器を持たなかったことから、その設計を踏襲した本型でも、艦体装備ソナーは採用されていない。そのかわりに、EDO社製のモデル980 ALOFTS（Active Low Frequency Towed Sonar）曳航ソナーが装備されている。これはAN/SQS-35の曳航体を流用したアクティヴ・パッシヴ両用のVDS-TASSで、その名の通り、1.1キロヘルツないし1.7キロヘルツという超低周波帯に対応できる。音源音圧は220デシベルである。曳航ケーブルは基本的には200メートル長で、また曳航体の後方にはさらに100メートルのケーブルによって長さ60メートルの聴音アレイが曳航されている。
対潜兵器としては、A244-S短魚雷用のB515 3連装魚雷発射管を2基、後檣直前の両舷に搭載しているが、ステルス性保持のため、非使用時はシャッター内に格納されている。またS-70B哨戒ヘリコプターを1機搭載している。

## 同型艦
1番艦はフランスのDCNロリアン工廠で建造されたが、2番艦以降はシンガポールS.B.アンドマリーン社によって国産化されている。
| #  | 艦名                           | 起工            | 進水           | 就役           | 備考 |
| -- | ------------------------------ | --------------- | -------------- | -------------- | --- |
| 68 | フォーミダブル RSS Formidable  | 2002年 11月14日 | 2004年 1月7日  | 2007年 5月5日  | 令和元年の観艦式に参加するために2019年10月に横須賀基地に寄港したが、令和元年東日本台風（台風19号）により観艦式は中止となった。 その後、令和4年度国際観艦式に参加するために2022年11月にも横須賀基地に寄港している。 |
| 69 | イントレピッド RSS Intrepid    | 2003年 3月8日   | 2004年 7月3日  | 2008年 2月5日  | 2014年8月20日から8月25日にかけて海上自衛隊横須賀基地に寄港。 |
| 70 | ステッドファスト RSS Steadfast | 2003年 11月15日 | 2005年 1月28日 | 2008年 2月5日  | 2008年8月15日から8月20日にかけて海上自衛隊横須賀基地に寄港。 |
| 71 | テネイシャス RSS Tenacious     | 2004年 5月22日  | 2005年 7月15日 | 2008年 2月5日  | |
| 72 | ストルワート RSS Stalwart      | 2005年          | 2005年 12月9日 | 2009年 1月16日 | 2010年4月13日から4月16日にかけて海上自衛隊横須賀基地に寄港。2024年8月17日から8月22日に横須賀寄港。 |
| 73 | シュープリーム RSS Supreme     | 2005年 5月17日  | 2006年 5月9日  | 2009年 1月16日 | 2010年8月18日から8月24日にかけて海上自衛隊横須賀基地に寄港。 |